# SIT1
SIT1 (англ. Signaling threshold regulating transmembrane adaptor 1) – білок, який кодується однойменним геном, розташованим у людей на короткому плечі 9-ї хромосоми. Довжина поліпептидного ланцюга білка становить 196 амінокислот, а молекулярна маса — 21 126.
| 10         |  | 20         |  | 30         |  | 40         |  | 50         |
| ---------- |  | ---------- |  | ---------- |  | ---------- |  | ---------- |
| MNQADPRLRA |  | VCLWTLTSAA |  | MSRGDNCTDL |  | LALGIPSITQ |  | AWGLWVLLGA |
| VTLLFLISLA |  | AHLSQWTRGR |  | SRSHPGQGRS |  | GESVEEVPLY |  | GNLHYLQTGR |
| LSQDPEPDQQ |  | DPTLGGPARA |  | AEEVMCYTSL |  | QLRPPQGRIP |  | GPGTPVKYSE |
| VVLDSEPKSQ |  | ASGPEPELYA |  | SVCAQTRRAR |  | ASFPDQAYAN |  | SQPAAS     |

A: Аланін

C: Цистеїн

D: Аспарагінова кислота

E: Глутамінова кислота

F: Фенілаланін

G: Гліцин

H: Гістидин

I: Ізолейцин

K: Лізин

L: Лейцин

M: Метіонін

N: Аспарагін

P: Пролін

Q: Глутамін

R: Аргінін

S: Серин

T: Треонін

V: Валін

W: Триптофан

Кодований геном білок за функцією належить до фосфопротеїнів. 
Задіяний у таких біологічних процесах, як адаптивний імунітет, імунітет. 
Локалізований у клітинній мембрані, мембрані.